# La Manche Provincial Park
La Manche Provincial Park är en park i Kanada.   Den ligger i provinsen Newfoundland och Labrador, i den östra delen av landet, 1 800 km öster om huvudstaden Ottawa. La Manche Provincial Park ligger 69 meter över havet.
Terrängen runt La Manche Provincial Park är platt. Havet är nära La Manche Provincial Park åt sydost. Trakten är glest befolkad. Närmaste större samhälle är Bay Bulls, 16,0 km norr om La Manche Provincial Park. 
I omgivningarna runt La Manche Provincial Park växer i huvudsak blandskog.